# Craterul Gweni-Fada

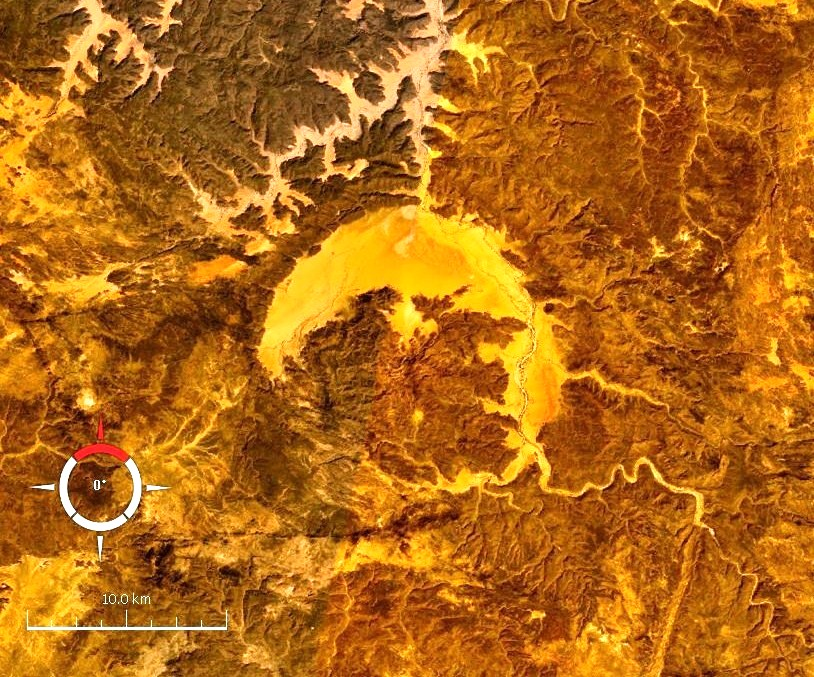
Imagine Landsat

Gweni-Fada este un crater de impact meteoritic în Ciad, Africa.

## Date generale
Acesta are un diametru de 14 km și are vârsta estimată la mai puțin de 345 milioane ani (Carbonifer). Craterul este expus la suprafață.